# حريق بار كاريوكي فيتنام 2022
حريق بار كاريوكي فيتنام 2022 في 6 سبتمبر 2022 أدى حريق في حانة كاريوكي في فيتنام إلى مقتل 33 شخصًا على الأقل. اندلع الحريق في بار آن بهو كاريوكي في ثوين آن بمقاطعة بينه دونغ. وبحسب ما ورد قفز الناجون من نوافذ الطابقين الثاني والثالث. الحريق واحدة من أكثر الحرائق فتكًا في التاريخ الفيتنامي الحديث.